# Philodromus betrabatai
Philodromus betrabatai là một loài nhện trong họ Philodromidae.
Loài này thuộc chi Philodromus. Philodromus betrabatai được Benoy Krishna Tikader miêu tả năm 1966.